# Xireg (häradshuvudort i Kina, Qinghai Sheng, lat 36,92, long 98,44)
Xireg (kinesiska: 希里沟, 乌兰县) är en häradshuvudort i Kina. Den ligger i provinsen Qinghai, i den nordvästra delen av landet, omkring 300 kilometer väster om provinshuvudstaden Xining. Antalet invånare är 38 272. Befolkningen består av 16 589 kvinnor och 21 683 män. Barn under 15 år utgör 16,0 %, vuxna 15-64 år 79 %, och äldre över 65 år 3,0 %.
Runt Xireg är det mycket glesbefolkat, med 4 invånare per kvadratkilometer. Det finns inga andra samhällen i närheten. Trakten runt Xireg består i huvudsak av gräsmarker.
Genomsnittlig årsnederbörd är 240 millimeter. Den regnigaste månaden är juli, med i genomsnitt 61 mm nederbörd, och den torraste är januari, med 2 mm nederbörd.